# Bellinzago Lombardo
Bellinzago Lombardo település Olaszországban, Lombardia régióban, Milánó megyében. Lakosainak száma 3822 fő (2023. január 1.). Bellinzago Lombardo Gessate, Gorgonzola, Inzago és Pozzuolo Martesana községekkel határos.

## Népesség
A település népességének változása:
| Lakosok száma | 3874 | 3878 | 3859 | 3822 |
|               | 2013 | 2017 | 2018 | 2023 |